# Partisystem
Partisystem kännetecknas i ett samhälle av den interaktion som finns mellan olika politiska partier. I demokratiska samhällen syns interaktionen främst mellan de för makten betydelsefulla konkurrerande partierna som i deras reaktion på varandras politik utövar ett samspel. Ett konkurrenspräglat politiskt system uppmuntrar till nyskapande vad gäller organisation, finansiering och kampanjer.
Ett partisystem kan vara olika starkt och institutionaliserat. Ett starkt partisystem definieras av:
- att de regler som styr konkurrensen om väljarnas röster är stabila.
- att de konkurrerande partierna är djupt förankrade i samhället de söker stöd ifrån.
- att de betydelsefulla partierna åtnjuter erkännande och legitimitet hos exempelvis domstolar och militären.
- att de konkurrerande partierna har starka organisationer och egna tillgångar/resurser.

Västeuropa är typexempel på demokratier starka partisystem, medan Latinamerika kan ses som dess motsats med en tradition av svaga partisystem.

## Partisystem i demokratier
Ett partisystem ser olika ut i olika länder och avslöjar mycket om varje enskild demokratis beskaffenhet och funktion. Det finns tre former av partisystem: partisystem med ett dominerande parti (ej att förväxla med enpartisystem) såsom i Japan (Liberaldemokratiska partiet) och Indien (Kongresspartiet), tvåpartisystem såsom i USA (Demokratiska partiet och Republikanska partiet) och Storbritannien (Arbetarpartiet och Konservativa partiet) och det världen vanligaste, flerpartisystemet främst företrätt i Sverige och Nederländerna. De olika systemen skapar olika förutsättningar för regeringsbildning. Koalitionsregeringar är vanliga i flerpartisystem eftersom dessa partisystem byggs på ett proportionellt valsystem som resulterar i parlament består av flera minoritetspartier. I tvåpartisystem finns det i huvudsak två stora partier som konkurrerar om makten. I dessa system bildas i regel majoritetsregeringar eftersom valsystemet är byggt på icke-proporitionalitet (se Majoritära valsystem även kallat pluralistiskt valsystem). I politiska system med ett dominerande parti utgör ett parti ett ständigt inslag i regeringsmakten, antingen som ensamt regerande eller i koalition.

### Partisystem med dominerande partier
I partisystem med dominerande partier utgör ett parti ett ständigt inslag i regeringsmakten, antingen som ensamt regerande eller i koalition. Dominerande partier förekommer i demokratier (Japan och Indien) och i auktoritära stater (exempelvis som i Egypten innan arabiska våren). Skillnaden mellan partierna i de olika systemen är att i en demokrati tillåts en äkta konkurrens om väljarnas röster, vilket innebär att ett valnederlag för det dominerande partiet är en möjlighet.
Partisystem med dominerande partier är på tillbakagång. En sådan utveckling finns i Israel där socialistiska Landet Israels arbetareparti (efter partisammanslagningen 1968 Arbetarpartiet) hade en dominerande ställning men det idag råder en hög grad av konkurrens inom partisystemet med huvudkombatanterna Arbetarpartiet och högerpartiet Likud på varsin sida i det politiska spektrumet. Ett ytterligare exempel på denna utveckling är Italien där hela partisystemet imploderade främst i och med att det gamla kristdemokratiska partiet Democrazia Cristiana (DC), som under ett halvt sekel hade dominerat italiensk politik och regeringar vuxit samman med staten och interna fraktioner kontrollerade ministerier, förlorade makten i början av 1990-talet genom avslöjande om omfattande korruption i och med Mani pulite-affären (se även Tagentopoli). Maktens fall i Italien resulterade i den första republikens fall. Idag har Italiens partisystem och valsystem förändrats. Parlamentet väljs i allmänna och direkta val i ett mixat valsystem, där 3/4 av båda kamrarna väljs med enkel majoritet (se majoritetsvalsystem) och 1/4 väljs genom proportionella val. Förändringen av valsystemet har medfört att den italienska politiken domineras av ett tydligt höger- och vänsterblock (se blockpolitik).

### Tvåpartisystem
Tvåpartisystem är en typ av partisystem där två partier dominerar det politiska livet. I de länder som beskrivs med begreppet är andra partier också lagliga och aktiva. De länder som oftast förknippas med tvåpartisystem är Storbritannien och USA, men fenomenet förekommer även på många andra håll i världen.
I allmänhet uppkommer ett tvåpartisystem då landets konstitution och valsystem (se Majoritära valsystem) gynnar större partier, så att små partier har svårt att nå representation och inflytande.

### Flerpartisystem
Flerpartisystem är en typ av partisystem som kännetecknas av proportionell representation och en mångfald av politiska partier i parlamentet. Ett flerpartisystem valsystem utesluter vanligen eller gör det mycket svårt för ett parti att uppnå egen majoritet i parlamentet. Den proportionella representationen nås genom ett proportionellt valsystem.
Som partisystem håller flerpartisystemets modell på att bli norm i demokratier.